# 克莱伯·安东尼奥·德·奥利维拉
克莱伯·安东尼奥·德·奥利维拉（Cléber Antônio De Oliveira，1983年7月9日—），是一名巴西职业足球运动员，现效力于巴西足球甲级联赛球会塞阿拉。
奥利维拉曾经在2007赛季效力于中甲球队广州医药，并帮助球队以联赛冠军的成绩获得中超参赛资格。
之后他回到巴西发展，2009/10赛季曾短暂效力于葡超联赛球队国民半年，之后重返巴西。2010年下半年，奥利维拉在巴西乙级联赛球会阿美利加纳泰表现出色，受得很多球队的注意。2011年1月，奥利维拉转会加盟巴西足球甲级联赛球会塞阿拉。